# سرتخت خال‌آبی
سرتخت خال‌آبی (نام علمی: Platycephalus caeruleopunctatus) نام یک گونه از سرده سرتخت‌ها است.